# Anca Damian
Anca Damian (n. 1 aprilie 1962, Cluj) este o cineastă, regizoare română,  producătoare, scenaristă și operatoare de imagine, cel mai bine cunoscută publicului larg ca fiind autoarea filmului Crulic - Drumul spre dincolo, realizat în 2011, film care narează poetic cinematografic cazul Crulic.
În 2008, a realizat primul lungmetraj în calitate de regizoare, scenaristă și producătoare, ‘Întâlniri încrucișate’ (2008), o poveste pe mai multe nivele care l-a determinat pe Jay Weissberg să afirme în revista Variety “fiți cu ochii pe Anca Damian”. Filmul a fost selectat în festivaluri de film internaționale, precum Busan, Chicago, Goa, Cottbus, Goteborg și Roma. 
În 2012, al doilea lungmetraj ca regizoare, scenaristă și producătoare, ‘Crulic – Drumul spre dincolo’, a produs mare impact pe scena internațională. Atât povestea autobiografică, cât și forma experimentală în stil Kafkian îi asigură meritul de a fi fost selectat în multe festivaluri – Locarno, Telluride, BFI London, Annecy, Busan, New Directors/New Films in New York, printre alte 250 de festivaluri. Filmul a fost distins cu 35 de premii internaționale, inclusiv Cristalul pentru cel mai bun lungmetraj la Festivalul de Film de Animație de la Annecy.
În 2013, următorul film de lungmetraj, “O vară foarte instabilă” a fost un film în limba engleză cu distribuție internațională: Kim Bodnia, Jamie Sives și Ana Ularu. O privire inovatoare asupra unui triunghi amoros în stil Pirandellian a fost prezentat în această coproducție între România, Suedia, Republica Cehă și Marea Britanie.
În 2015, cel de-al doilea lungmetraj de animație “Muntele magic” continuă să consolideze stilul Ancăi Damian de inovație vizuală combinat cu teme solide. Povestea unui Don Quijote în Afghanistan este în același timp al doilea film din trilogia începută cu Crulic. Filmul a avut premiera mondială la Annecy IAFF și premiera internațională la Karlovy Vary IFF în cadrul competiției oficiale, și a fost selectat în peste 60 de festivaluri, precum San Sebastian, Leipzig, Amiens, Busan si a primit 11 de premii internationale. Anca Damian a fost prima regizoare care a primit Premiul Audentia în 2016, oferit de Eurimages, care intenționează să celebreze femeile care au avut curajul să facă alegerea de a urma o carieră în regia de film, oferind muncii acestora o vizibilitate crescută și inspirând astfel alte femei să le calce pe urme.
În 2018, cel mai recent lungmetraj de acțiune, “Moon Hotel Kabul”a avut premiera în Warsaw IFF, unde a primit premiul pentru Cel mai bun regizor, în timp ce ultimul scurtmetraj de animație, “Telefonul”, a participat în peste 50 de festivaluri internaționale din toată lumea, printre care Annecy, Toronto, Sundance, Hong Kong, și a câștigat 9 premii internaționale.
Anca Damian a primit Premiul Mirada Internacional la Madrid IFF 2018 – Platforma Noilor Realizatori, pentru “un creator total, un adevărat punct de referință și o sursă de inspirație de necontestat pentru noii regizori.” – conform declarației organizatorilor. 
În 2019 a avut premiera filmului Marona's Fantastic Tale la Festival international du film d'animation d'Annecy (Festivalul filmului de animație de la Annecy), urmată de o lungă selecție în festivaluri precum Rotterdam IFF, Tokyo IFF și o mulțime de recunoașteri precum nominalizarea la European Film Awards, Marele Premiu pentru un lungmetraj & Premiul Publicului - BIAF 2019, Premiul special al juriului la Animation is Film Los Angeles, Premiul Andre Martin pentru Cel mai bun film de animație francez al anului 2020 la Annecy IFF. Filmul este distribuit la nivel mondial în peste 22 de țări, printre care se pot menționa SUA, Franța, Suedia, China, Japonia, Coreea, Spania, Turcia, Polonia, Italia, ... 
În 2022 a avut premiera filmului The Island (Insula) la Rotterdam IFF in Big Screen Competition, dupa care a urmat un circuit festivalier bogat de peste 60 festivaluri printre care si in competitia Annecy AIFF. 

## Biografie
Regizoarea a absolvit Universitatea Națională de Artă Teatrală și Cinematografică I.L. Caragiale în 1984 și este doctor în Arte, Cinema și Media.
A lucrat ca director de imagine al lungmetrajelor Rămânerea (1991) și Drumul câinilor (1992) și la o serie de scurtmetraje și documentare premiate. A colaborat la multiple proiecte și a realizat filme documentare, de scurt metraj, lung metraje, dar și filme de metraj mediu, atât documentare cât și de ficțiune.
Este membra a Academiei de Film Americane (Oscar) si a Academiei Franceze de Film (Cezar).

## Filmografie[4]

### Filme de lung metraj

#### Autor total (producător, scenarist și regizor)
- 2008 - Întâlniri încrucișate[5],[6] tradus ca Crossing Dates, coproducție româno-finlandeză
- 2011 - Crulic - Drumul spre dincolo (Crulic: The Path to Beyond), coproducție româno-poloneză[7], (Crystal Award, 2012, la Annecy, Premiul special al juriului la Istanbul, Seul, Cottbus)[8]
- 2013 - 2014  - O vară foarte instabilă[9], tradus ca A very Unsettled Summer, aflat în faza de post-producție
- 2015 -- Muntele magic[10], titlul original La montagne magique, (Premiul pentru cel mai bun film european - Leipzig, "Licornul de aur" la Amiens, Premiul Artimafix Gijon, Mențiune specială Karlovy Vary)[8]
- 2018 - Moon Hotel Kabul
- 2021 - Insula, animație[11]

#### Regizoare
- 2016 - Perfect sănătos, scenariul Lia Bugnar[12], cu Vlad Ivanov, Anghel Damian, Olimpia Melinte, Cristina Florea
- 2019 - Călătoria fantastică a Maronei (L'extraordinaire voyage de marona), (Marele Premiu, Bucheon, Corea de Sud, Premiul juriului, Los Angeles, nominalizat la Premiile Academiei Europene de Film),[8]

#### Operatoare
- 1991 -- Rămînerea[13]
- 1992 -- Drumul câinilor, tradus ca The Way of Dogs

### Filme de scurt metraj
- 1999 -- Atâta liniste-i în jur
- 2006 -- Eu si cu mine
- 2018 - Telefonul (scurtmetraj, premiat cu "Pegasul de argint", Poznan)

### Filme documentare
- 1996 -- Eminescu, truda întru cuvânt [14]
- Cântecul Oltului când traversează lumea, tradus ca The Song of the River Olt While it Crosses the World, realizat la studioul Sahia Film

## Scenaristă
- 2001 - Porto Franco[15]
- 2006 - Eu și cu mine